# Campeonato Mundial de Atletismo em Pista Coberta de 2010 - Revezamento 4x400 m masculino
A prova dos 4x400 metros masculino do Campeonato Mundial de Atletismo em Pista Coberta de 2010 foi disputada nos dias 13 e 14 de março no ASPIRE Dome, em Doha.

## Recordes
Antes desta competição, os recordes mundiais e do campeonato nesta prova eram os seguintes:
| Tipo                  | Atleta         | Tempo   | Local    | Data               |
| --------------------- | -------------- | ------- | -------- | ------------------ |
|                       | Estados Unidos | 3:02.83 | Maebashi | 7 de março de 1999 |
| Recorde do campeonato | Estados Unidos | 3:02.83 | Maebashi | 7 de março de 1999 |

## Medalhistas
| Ouro                                                                            | Prata                                                                             | Bronze                                                                           |
| Estados Unidos · Jamaal Torrance · Greg Nixon · Tavaris Tate · Bershawn Jackson | Bélgica · Cedric van Branteghem · Kévin Borlée · Antoine Gillet · Jonathan Borlée | Reino Unido · Conrad Williams · Nigel Levine · Christopher Clarke · Richard Buck |

## Resultados

### Eliminatórias
Estes são os resultados das eliminatórias. As 6 equipes inscritas foram divididas em duas baterias, se classificando para a final as duasmelhores de cada bateria (Q) mais os dois melhores tempos no geral (q).
| Bateria 1 | Bateria 1                                                                              | Bateria 1 | Bateria 1            |
| Pos.      | Atleta                                                                                 | Tempo     | Notas                |
| --------- | -------------------------------------------------------------------------------------- | --------- | -------------------- |
| 1         | Estados Unidos · Greg Nixon · LeJerald Betters · Tavaris Tate · Kerron Clement         | 3:05.78   | Q,                   |
| 2         | Jamaica · Edino Steele · Sanjay Ayre · Lancford Davis · Ricardo Chambers               | 3:06.03   | Q,                   |
| 3         | República Dominicana · Arismendy Peguero · Alvin Harrison · Félix Sánchez · Yoel Tapia | 3:06.30   | q,                   |
| 4         | Reino Unido · Conrad Williams · Nigel Levine · Luke Lennon-Ford · Christopher Clarke   | 3:09.59   | q,                   |
| 5         | Chéquia · Jiří Vojtík · Josef Prorok · Pavel Jirán · Theodor Jareš                     | 3:09.76   | Recorde da temporada |
| 6         | Irlanda · Nick Hogan · Brian Gregan · Brian Murphy · Billy Ryan                        | 3:13.00   | Recorde da temporada |

| Bateria 2 | Bateria 2                                                                           | Bateria 2 | Bateria 2            |
| Pos.      | Atleta                                                                              | Tempo     | Notas                |
| --------- | ----------------------------------------------------------------------------------- | --------- | -------------------- |
| 1         | Bélgica · Jonathan Borlée · Antoine Gillet · Nils Duerinck · Kevin Borlée           | 3:08.84   | Q,                   |
| 2         | Bahamas · Michael Mathieu · La'Sean Pickstock · Juan Lewis · Andretti Bain          | 3:09.68   | Q,                   |
| 3         | Rússia · Maksim Dyldin · Valentin Kruglyakov · Vladimir Antmanis · Dmitry Buryak    | 3:09.86   | Recorde da temporada |
| 4         | Polónia · Piotr Klimczak · Marcin Sobiech · Marcin Marciniszyn · Kamil Budziejewski | 3:09.86   | Recorde da temporada |
| 5         | França · Richard Maunier · Yannick Fonsat · Hugo Grillas · Nicolas Fillon           | 3:11.40   | Recorde da temporada |
| 6 !       | Botswana · Pako Seribe · Isaac Makwala · Thapelo Ketlogetswe · Sakaria Kamberuka    | DSQ       |                      |

### Final
Estes são os resultados da final:
| Pos.              | Equipe                                                                                 | Tempo   | Notas                |
| ----------------- | -------------------------------------------------------------------------------------- | ------- | -------------------- |
| Medalha de ouro   | Estados Unidos · Jamaal Torrance · Greg Nixon · Tavaris Tate · Bershawn Jackson        | 3:03.40 | Recorde da temporada |
| Medalha de prata  | Bélgica · Cedric van Branteghem · Kévin Borlée · Antoine Gillet · Jonathan Borlée      | 3:06.94 | Recorde nacional     |
| Medalha de bronze | Reino Unido · Conrad Williams · Nigel Levine · Christopher Clarke · Richard Buck       | 3:07.52 | Recorde da temporada |
| 6 !               | República Dominicana · Arismendy Peguero · Alvin Harrison · Felix Sánchez · Yoel Tapia | DSQ     |                      |
| 6 !               | Bahamas · Michael Mathieu · Andretti Bain · La'Sean Pickstock · Chris Brown            | DNF     |                      |
| 6 !               | Jamaica · Edino Steele · Sanjay Ayre · Lancford Davis · Ricardo Chambers               | DNF     |                      |

Legenda
| Recorde mundial       | Recorde mundial (World record)               |                       | Recorde africano                      | Recorde africano (African) |                                           | Q | Classificado por posição (Qualified) |
| Recorde do campeonato | Recorde do campeonato (Championship record)  | Recorde da América    | Recorde da América (Americas)         | q                          | Classificado por melhor tempo (Qualified) |   |                                      |
| Melhor marca do ano   | Melhor marca do ano (World leading)          | Recorde asiático      | Recorde asiático (Asian)              | DNS                        | Não largou (Did not start)                |   |                                      |
| Recorde nacional      | Recorde nacional (National record)           | Recorde europeu       | Recorde europeu (European)            | DNF                        | Não terminou (Did not finish)             |   |                                      |
| Recorde pessoal       | Recorde pessoal do atleta (Personal best)    | Recorde da Oceania    | Recorde da Oceania (Oceania)          | DSQ / DQ                   | Desclassificado (Disqualified)            |   |                                      |
| Recorde da temporada  | Recorde da temporada do atleta (Season best) | Recorde sul-americano | Recorde sul-americano (South America) | NM                         | Sem marca (No mark)                       |   |                                      |